# Jens Nilsson
Jens Bertil Georg Nilsson (født 25. september 1948, død 13. marts 2018) var en svensk socialdemokratisk politiker, og fra 2011 medlem af Europa-Parlamentet, valgt for Socialdemokraterne (Sverige) (indgår i parlamentsgruppen S&D).